# Brachyvatus
Brachyvatus is een geslacht van kevers uit de familie  waterroofkevers (Dytiscidae).
Het geslacht is voor het eerst wetenschappelijk beschreven in 1919 door Zimmermann.

## Soorten
Het geslacht omvat de volgende soorten:
- Brachyvatus acuminatus (Steinheil, 1869)
- Brachyvatus apicatus (Clark, 1862)
- Brachyvatus bituberculata (Guignot, 1958)
- Brachyvatus borrei (Sharp, 1882)